# Oscar Pena Fontenele
Oscar Pena Fontenele (dezembro de 1898 — julho de 1963) foi um político brasileiro. Exerceu o cargo de deputado federal pelo estado do Rio de Janeiro de 9 de maio de 1928 a 31 de dezembro de 1929. Nasceu aos 13 dezembro de 1898, em Paraíba do Sul, Rio de Janeiro, Brasil, filho de Ary Fontenelle e de Carolina Augusta de Oliveira Penna. Casou-se com Ophélia Penna Valladares e tiveram  2 filhos e 2 filhas. Separado, uniu-se a Isabel Fontenelle e teve uma filha. Médico e jornalista, foi membro da academia fluminense de letras, da sociedade de medicina e cirurgia de niterói, da associação de jornalistas fluminenses (prés.), da associação fluminense de agricultura. Faleceu no dia 01 de julho 1963, no Rio de Janeiro, Rio de Janeiro, Brasil, aos 64 anos de idade.